# Johan Svedberg
Johan Svedberg, född 14 februari 1980 i Kalix, är en svensk före detta ishockeyspelare som spelade back i bland annat Leksands IF. Sin sista säsong spelade han i Sundsvall Hockey 2015/2016.
Svedberg har hunnit med att spela 129 matcher i Elitserien för Timrå IK och under dessa matcher gjort 19 poäng. Debutsäsongen i Elitserien blev han som en av fyra spelare nominerad till Årets rookie. Efter tiden i Timrå gjorde Svedberg tre säsonger i Hockeyallsvenskan med IF Björklöven men lämnade klubben för Leksands IF när Björklöven sommaren 2010 tvångsnedflyttades till Division 1 på grund av ekonomiska problem.
I slutet på säsongen 2010/2011 drabbades Svedberg av hjärtproblem som i värsta fall skulle kunna innebära slutet på karriären. Den 11 oktober meddelades det dock att Svedberg fått klartecken från läkarna för fortsatt spel.